# 趙安稽
趙安稽（—前109年），漢朝時匈奴王，降漢朝後為霍去病部屬，封昌武侯，其子趙充國。

## 生平
趙安稽原為匈奴王，降漢後，封昌武侯，前125年（西漢元朔4年），以從霍去病攻打匈奴左賢王戰功，進封堅侯。前109年（漢元封2年），過世，其子趙充國繼承侯位。